# Barkjärn

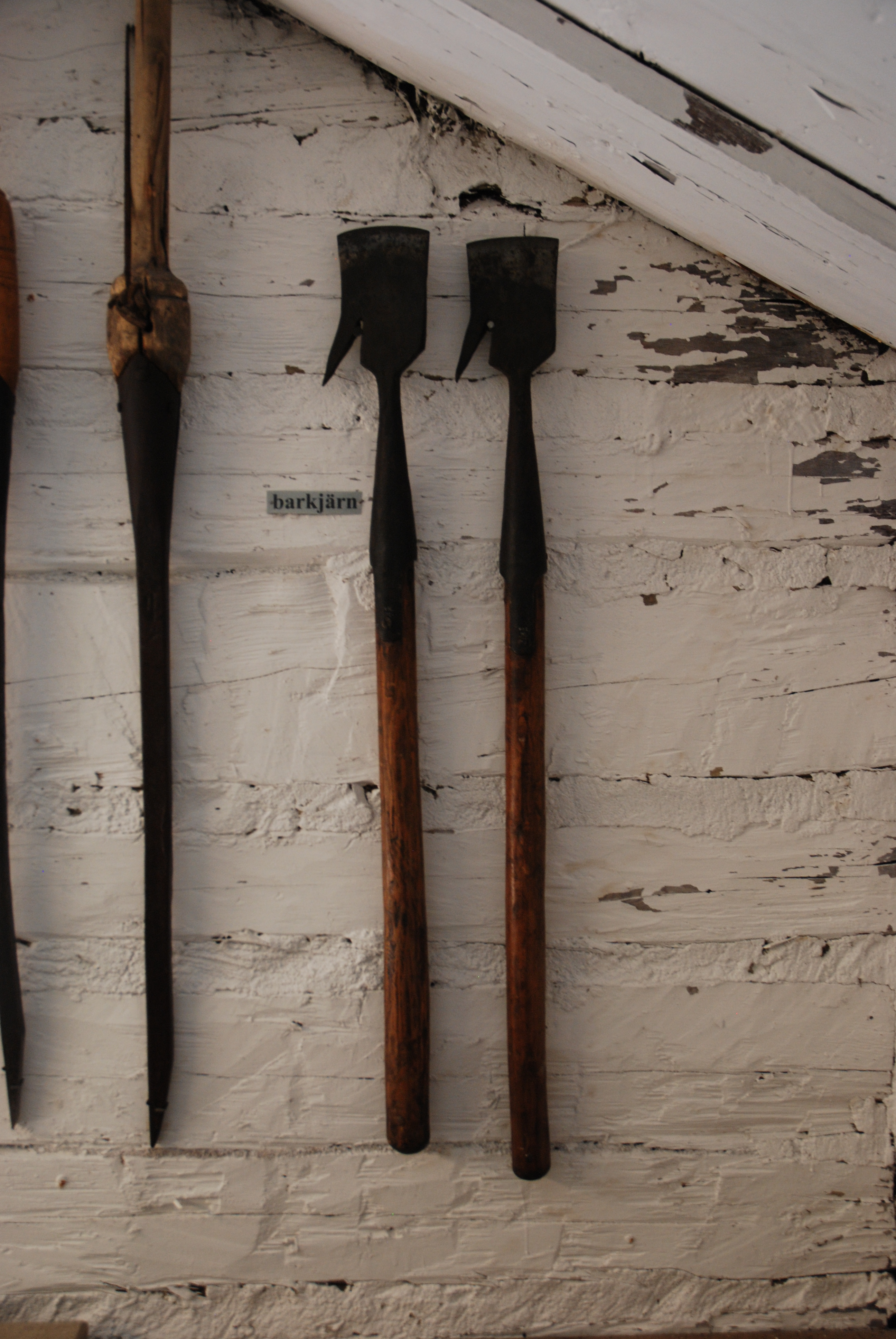
Barkjärn i Wira bruks museum

Barkjärn, barkkniv, och barkspade är verktyg som används för att barka trädstammar.
Helbarkning av fällda trädstammar kan ske bland annat för att hindra angrepp av barkborrar, för att bereda stockar för sågning eller flisning, eller för att främja torkning av virket. Ringbarkning av träd på rot kan ske för att döda trädet innan det fälls, till exempel av asp för att förhindra att aspen sprids genom rotskott även efter fällning.

För barkning av grov bark används yxor eller specialiserade barkspadar, medan barkjärn och barkknivar används för tunnare bark.

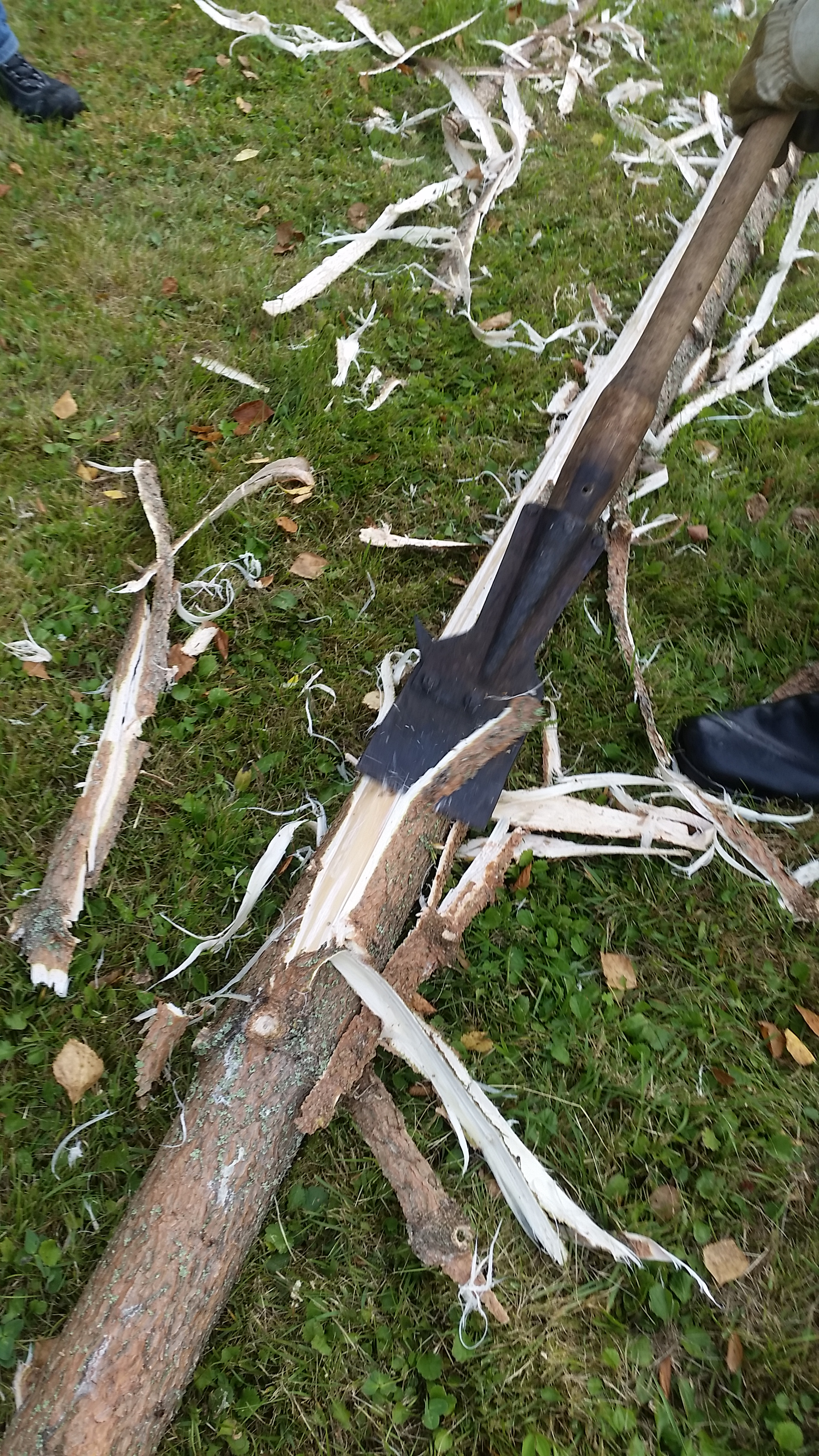
Barkning av gran med barkjärn.
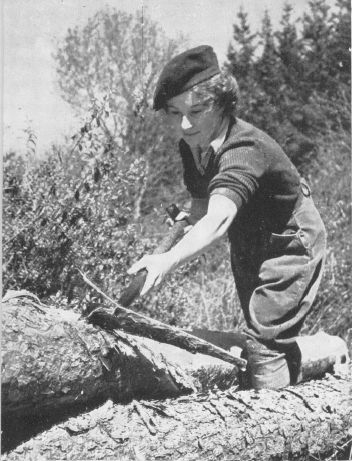
Avbarkning av vad som ska bli en telegrafstolpe.
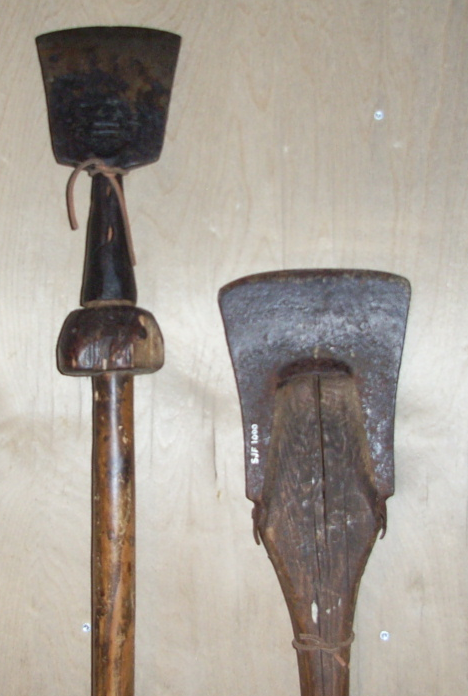
Närbild av barkspade.